# Konkrety Polskie
Konkrety Polskie – Ilustrowany Tygodnik Zagłębia Miedziowego – tygodnik regionalny Legnicko-Głogowskiego Okręgu Miedziowego oraz powiatów ościennych (bolesławieckiego, jaworskiego, złotoryjskiego), który wydawany był w latach 2007–2014. Jako jego nazwy handlowej używano skrótu „Konkrety.pl”.
Tygodnik nawiązywał formą, treścią i nazwą do dawnego Tygodnika Społecznego „Konkrety” wydawanego w latach 1972-2006 (zamkniętego pomimo głośnych sprzeciwów społeczności lokalnej w grudniu 2006 przez nowego wydawcę, Passauer Neue Presse – właściciela „Słowa Polskiego – Gazety Wrocławskiej”) i konkurencyjnej wobec zlikwidowanego tygodnika „Panoramy Legnickiej”. Został założony przez grupę dziennikarzy zlikwidowanego czasopisma, z wieloletnim redaktorem „Konkretów”, Czesławem Pańczukiem, na czele. Wydawcą była warszawska spółka KGE Manager, właściciel Wyższej Szkoły Menedżerskiej w Legnicy.
„Konkrety Polskie”, podobnie jak ich poprzednik, czynnie włączały się w życie miasta i regionu, obejmując patronat nad organizowanymi imprezami kulturalnymi i sportowymi, a także organizując plebiscyty. Największym z nich był
plebiscyt Sportowiec i Trener Roku Zagłębia Miedziowego, nieprzerwanie od 1973 r. organizowany przez „Konkrety”, zaś w 2007 r. (edycja 2006) przejęty przez „Konkrety Polskie”.